# Rāmpura (ort i Indien, Uttar Pradesh)
Rāmpura är en ort i Indien.   Den ligger i distriktet Jālaun och delstaten Uttar Pradesh, i den centrala delen av landet, 300 km sydost om huvudstaden New Delhi. Rāmpura ligger 149 meter över havet och antalet invånare är 11 347.
Terrängen runt Rāmpura är platt. Runt Rāmpura är det tätbefolkat, med 369 invånare per kvadratkilometer. Rāmpura är det största samhället i trakten. Trakten runt Rāmpura består till största delen av jordbruksmark.